# 주루에나강

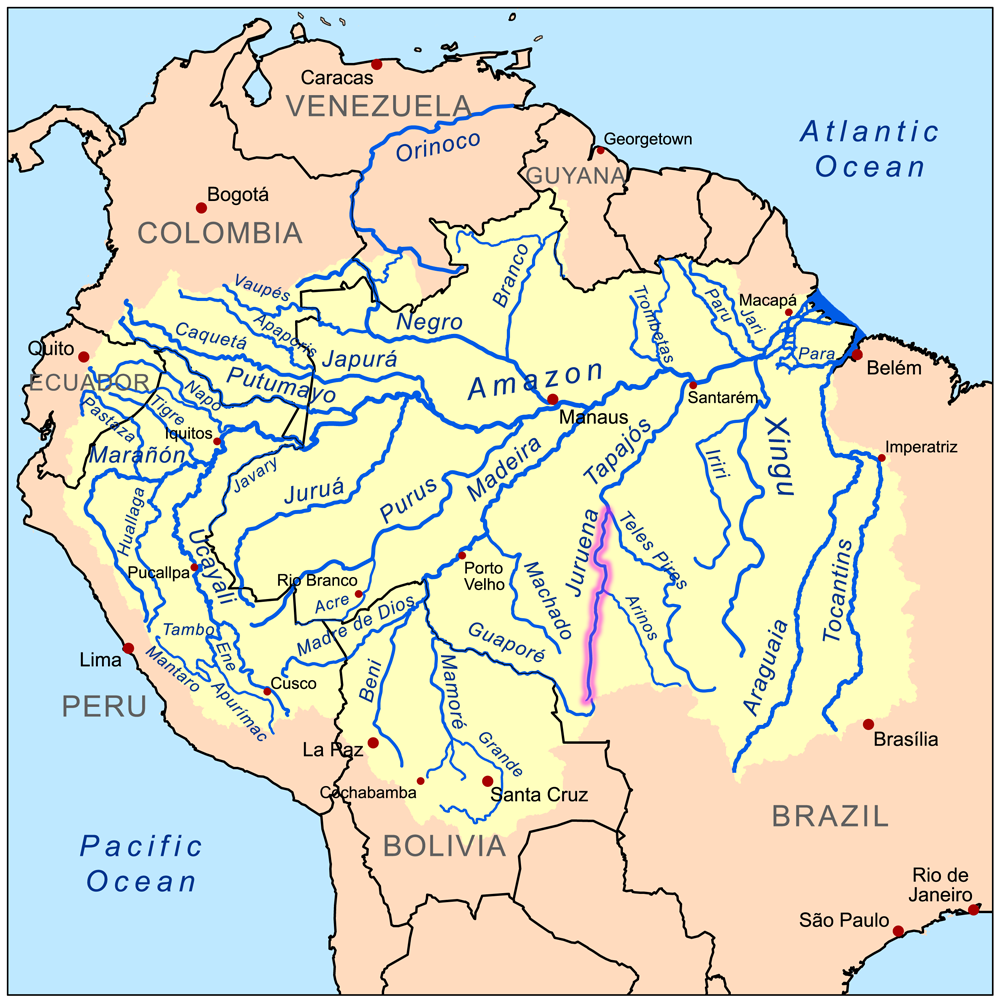

주루에나강(Rio Juruena)은 브라질 마투그로수주에 있는 강으로, 길이는 약 1,240km이다. 파레리스 고원(Serra dos Parecis)에서 발원하여, 텔리스피리스강(Teles Peres)과 합류하여 타파조스강을 이룬다. 타파조스강은 아마존강의 주요 지류 중 하나이다. 강은 여러 국립·주립공원의 경계를 이룬다. 주루에나강은 폭포와 급류가 많아 곳곳이 항행 불가능하다.

## 같이 보기
- 이가라페스 두 주루에나 주립공원
- 수쿤두리 주립공원
- 주루에나 국립공원